# غريغور باجد
غريغور باجد (بالسلوفينية: Gregor Bajde) (29 أبريل 1994 في سلوفينيا - ) هو لاعب كرة قدم سلوفيني في مركز الهجوم. شارك مع منتخب سلوفينيا تحت 17 سنة لكرة القدم ومنتخب سلوفينيا تحت 19 سنة لكرة القدم ومنتخب سلوفينيا تحت 21 سنة لكرة القدم. أما مع النوادي، فقد لعب مع نادي تساليه ونادي ماريبور وNK IB 1975 Ljubljana ‏.

## وصلات خارجية
- غريغور باجد على موقع الاتحاد الأوربي (الإنجليزية)
- غريغور باجد على موقع قاعدة بيانات كرة القدم.إي يو (الإنجليزية)
- غريغور باجد على موقع Soccerway.com (الإنجليزية)
- غريغور باجد على موقع عالم كرة القدم.نت (الإنجليزية)